# Walter Mitty titkos élete (film, 1947)
A Walter Mitty titkos élete (eredeti cím: The Secret Life of Walter Mitty) 1947-es romantikus, zenés amerikai filmvígjáték, amely James Thurber 1939-es, azonos című regénye alapján készült. A főszerepben Danny Kaye, aki egy magazinkiadó cég fiatal, álmodozó korrektorát (később társszerkesztőjét) alakítja, Virginia Mayo pedig álmai nőjét. A filmet Ken Englund, Everett Freeman és Philip Rapp írta, Norman Z. McLeod rendezte.
A filmet az Amerikai Egyesült Államokban 1947. szeptember 1-jén mutatták be. 
Egy ügyetlen álmodozó baljós összeesküvésbe keveredik.

## Cselekmény
Walter Mitty, egy szelíd modorú, kissé esetlen fiatalember, egy New York-i romantikus, kalandos magazinok kiadására szakosodott kiadó alkalmazottja, akinek a főnöke az impozáns és tekintélyelvű Pierce úr. A fiatalember a nyomasztó és zsémbes anyjával él, egy szeszélyes és kellemetlen lányt, Geltrude Griswaldot készül feleségül venni. A lány, akit mindig az anyja kísér, meglehetősen ridegen és közömbösen bánik Walterrel, barátját és udvarlóját, Tommy Watsont sokkal jobban tiszteli és becsüli.
Hogy kiszakadjon a mindennapi rutinból, Walter folyamatosan álmodozik, és abból merít ihletet, ami napközben történik vele. Álmainak visszatérő szereplői közé tartozik ellenlábasa és egy gyönyörű szőke lány. Gyenge memóriája miatt minden nap egy kis fekete könyvbe írja fel az összes megbízást, amit az anyja kért tőle. 
Egyik nap, miközben vonattal megy dolgozni, találkozik egy gyönyörű és bájos szőke lánnyal, aki úgy néz ki, mint a sok álmában szereplő nő. A nő, akit bosszant egy másik férfi, aki úgy tűnik, követi őt, úgy tesz, mintha Walter a jegyese lenne, és megcsókolja. Később, mielőtt taxiba száll, Rosalind van Hoornként mutatkozik be, és bocsánatot kér, amiért Mitty segítségét kérte, hogy megmeneküljön üldözőjétől. 
Amikor a mólóhoz érnek, találkoznak a lány rokonával, akit egy taxiban leszúrva találnak. Úgy döntenek, hogy egyenesen a rendőrségre mennek, hogy bejelentsék az esetet, de Rosalind egy telefonfülkébe bújik, és a taxi a halott férfival eltűnik, így Walter egyedül marad, tele kétségekkel. 
Az élete a megszokott kerékvágásban folytatódik jegyesével, Gertruddal, de Rosalind idős rokona, mielőtt megölték volna a taxiban, Mitty táskájában hagyott egy kis füzetet, amely olyan információkat tartalmaz, amelyeket egy nyomorék bűnöző keres, és amelyekért nem habozik ölni. Walter tudja, hogy az élete veszélyben van. Még aznap délután egy ijesztő külsejű Dr. Hollingshead érkezik Walter irodájába, de hiába próbálja kidobni Waltert az ablakon. 
Miután rájönnek, mi történt, Walter és Rosalind visszaszerzik a könyvet, és éppen át akarják adni a magát a lány nagybátyjának kiadó férfinak, de kiderül, hogy az maga a nyomorék bűnöző. A férfi, aki a Peter álnevet viselte, úgy tett, mintha lebénult és kerekesszékbe kényszerült volna, hogy ne ismerjék fel.
Kiderült, hogy a Rosalindát követő férfi, aki ravaszul, feltűnésmentesen megölte az öregembert a taxiban, nem más, mint a sánta ember egyik csatlósa, aki tőle tudta meg, hogy a kis fekete könyv Walter kezében van, miután a meggyilkolt személy a táskájába csempészte. A nyomorék küldte ezt az embert Walter nyomába, hogy megölje, és utasította a szörnyű Dr. Hollingsheadet, hogy dobja ki Waltert az irodája ablakából. 
Amikor Rosalind megtudja, hogy valójában a nagybátyja a nyomorék, a könyvet egy fiókba rejti, és úgy tesz, mintha a kocsiban veszítette volna el, hogy Walterrel a keresés ürügyén elmenjen, és ezzel megmeneküljön a bűnöző elől. A nyomorék azonban mindent megérez, és egy altatót tartalmazó italt kínál Walternek, amitől az mély álomba merül. Rosalind megpróbálja rávenni Waltert, hogy ébredjen fel, de amikor megjelenik a nyomorék két csatlósa, akik egy közeli szobában rejtőzködtek, a lány elájul az ijedtségtől.
Másnap reggel Walter magához tér a házban, anyja és munkaadója veszik körül. A béna férfi tagadja, hogy van unokája, és úgy tűnik, mintha az egész csak Walter újabb álmodozása lenne, és Rosalind valójában nem is létezik. Walternek nincs bizonyítéka arra, hogy ez valóban megtörtént. 
A nyomorék megkötözte és eszméletlen állapotban elrejtette Rosalindát, és mivel tudott Walter gyakori álmodozásáról, ezt kihasználva, kiengedte őt a hurokból, és elhitette vele, hogy az egészet csak képzelte. 
Másnap, amikor az oltár előtt áll, hogy feleségül vegye Gertrudot, Walter átkutatja a zsebeit, és talál egy tárgyat, amelyet Rosalindától kapott, és amely megerősíti, hogy a lány létezik. Walter, aki most rájön, hogy szerelmes Rosalindába (aki valóban létezik), elhagyja Gertrudot, és elszalad a templomból, hogy megmentse a lányt; a főnökével szembeni hirtelen reakciója egyben előléptetést is hoz neki.

## Szereplők
- Danny Kaye – Walter Mitty
- Virginia Mayo – Rosalind van Hoorn
- Boris Karloff – Dr. Hollingshead
- Fay Bainter – Mrs. Eunice Mitty
- Thurston Hall – Bruce Pierce
- Ann Rutherford – Gertrude Griswald
- Gordon Jones – Tubby Wadsworth
- Florence Bates – Mrs. Griswald
- Konstantin Shayne – Peter van Hoorn
- Reginald Denny – ezredes
- Henry Corden – Hendrick
- Doris Lloyd – Mrs. Leticia Follinsbee
- Fritz Feld – Anatole
- Frank Reicher – Maasdam
- Milton Parsons – komornyik
- Ethan Laidlaw – kormányzó
- Sam McDaniel – portás
- Charles Trowbridge – Dr. Renshaw
- Goldwyn Girls

## Fogadtatás
A Walter Mitty titkos élete a 479. helyen szerepel az Empire magazin 2008-as, minden idők 500 legjobb filmjét tartalmazó listáján.

## Adaptációk más médiában
A Walter Mitty titkos életét félórás rádiójátékban dramatizálták a The Screen Guild Theater 1947. november 3-i adásában, Kaye és Mayo eredeti filmszerepeivel.

## Fordítás
- Ez a szócikk részben vagy egészben  a   The Secret Life of Walter Mitty (1947 film) című angol Wikipédia-szócikk fordításán alapul.  Az eredeti cikk szerkesztőit annak laptörténete sorolja fel. Ez a jelzés csupán a megfogalmazás eredetét és a szerzői jogokat jelzi, nem szolgál a cikkben szereplő információk forrásmegjelöléseként.
- Ez a szócikk részben vagy egészben  a   Sogni proibiti (film) című olasz Wikipédia-szócikk fordításán alapul.  Az eredeti cikk szerkesztőit annak laptörténete sorolja fel. Ez a jelzés csupán a megfogalmazás eredetét és a szerzői jogokat jelzi, nem szolgál a cikkben szereplő információk forrásmegjelöléseként.